# Diplazium divisissimum
Diplazium divisissimum là một loài thực vật có mạch trong họ Woodsiaceae. Loài này được (Baker) H. Christ miêu tả khoa học đầu tiên năm 1897.